# Cost marginal

Costuri

Funcția costurilor marginale este prima derivată a funcției costurilor. 
Costul marginal exprimă cât de mult se modifică costurile, atunci când producția unui bun crește (în general cu o unitate infinitezimală). Această valoare poate fi, bineînțeles, chiar negativă.
Costurile marginale intersectează costurile medii întotdeauna în punctul de minim al acestora. Acest lucru este în relație cu faptul că tangenta funcției costurilor și dreapta care pornește din origine și se aplică funcției costurilor, au aceeași înclinație. De aici reiese că {\displaystyle {\frac {C(x)}{x}}}, costurile medii, sunt în acest punct egale cu costurile marginale, C'(x).

În cazul costurilor marginale descrescătoare, punctul de intersecție al celor două curbe se află în punctul de maxim al costurilor medii.
În cazul concurenței perfecte (adaptarea cantității), prețul este fixat astfel încât să fie egal cu costurile marginale, pentru a obține un profit maxim. 
În cazul unui monopol normal există o arie, unde costurile marginale crescătoare intersectează curba descrescătoare a vânzărilor. În acest punct de intersecție se află combinația între cantitatea oferită și prețul obținut care maximizează câștigul total al monopolistului. Acest preț este, ceteris paribus, mai mare decât prețul fixat de cei care adaptează cantitatea, iar cantitatea oferită mai mică decât în cazul concurenței perfecte.
În cazul unui „monopol natural“ costurile medii scad în funcție de cantitate. În acest caz nu există un punct de intersecție între costurile marginale și costurile medii, deoarece costurile marginale se află întotdeauna sub costurile medii. De aceea, un astfel de monopolist nu poate să-și acopere costurile cu costurile marginale, ci trebuie să fixeze cel puțin un preț egal cu costurile medii. Doar atunci când costurile marginale depășesc costurile medii, prețul poate egala costurile marginale, pentru a putea fi acoperite toate costurile.
Dacă costurile marginale sunt mai mari decât costurile medii, fără costuri fixe, este atins pragul minim de rentabilitate. Dacă o întreprindere produce sub pragul minim de rentabilitate, nu i se rentează să producă mai departe, deoarece nu poate acoperi nici măcar costurile variabile.  
Este mai bine atunci când costurile marginale depășesc costurile medii, incluzând și costurile fixe. Din acest punct, pragul optim de rentabilitate, producătorul obține profit.
Formula costurilor marginale (prima derivată a funcției costurilor, în funcție de x):

{\displaystyle C'(x)={\frac {dC}{dx}}}

## Explicație matematică a punctului de intersecție dintre costurile medii și costurile marginale
Pentru exprimarea punctului de minim al costurilor medii trebuie ca derivata funcției costurilor medii să fie egală cu zero:

{\displaystyle \left({\frac {C(x)}{x}}\right)^{\prime }=0}

Din aceasta se obține: 

{\displaystyle {\frac {C(x)^{\prime }\cdot x-C(x)}{x^{2}}}=0}

Pentru {\displaystyle x\neq 0}  reiese: 

{\displaystyle C(x)^{\prime }={\frac {C(x)}{x}}}
 Aceasta corespunde, în mod matematic, punctului de intersecție a costurilor marginale C' cu costurile medii {\displaystyle {\frac {C(x)}{x}}}. 